# Westerheim (Landschaftsschutzgebiet)
Das Landschaftsschutzgebiet Westerheim ist ein mit Verordnung der Unteren Naturschutzbehörde beim Landratsamt Alb-Donau-Kreis vom 25. Oktober 2004 ausgewiesenes Landschaftsschutzgebiet (LSG-Nummer 4.25.133).

## Lage und Beschreibung
Das 1417,3196 Hektar große Gebiet besteht aus zwei Teilen und umgibt die Gemeinde Westerheim nahezu vollständig. Das Gebiet gehört zum Naturraum Mittlere Kuppenalb.
Laut Steckbrief handelt es sich um die Erhaltung der Vielfalt, Eigenart und Schönheit der Kuppenalblandschaft.
Teile des FFH-Gebiets Kuppenalb bei Laichingen und Lonetal sowie die flächenhaften Naturdenkmale Hutewaldstreifen mit 6 Weidbäumen, Ehemaliger Hutewald mit 5 Weidbäumen, Hutewald mit Kalkgeröll bei den Gemeinschaftsschuppen, Altersbuchenwald, 2 Hutewäldchen und 2 Weidbuchen, Buchengruppe auf Felsbrocken bei der Kälberdusch, Feldgehölz in der Wiese, Felsgebilde, Hüle Egelsee mit 3 Weidbuchen, Schertelshöhle und Steinernes Haus (Höhle) liegen im Landschaftsschutzgebiet.

## Schutzzweck
Schutzzweck ist gemäß Schutzgebietsverordnung
- die durch die markante Oberflächengestalt der Kuppen, Senken und Trockentäler sowie die abwechslungsreiche und kleinräumige Landnutzung bedingte Vielfalt, Eigenart und Schönheit der Kuppenalblandschaft zu erhalten;
- den Teil eines gemeindeübergreifenden charakteristischen Ausschnitts der Kuppenalb mit besonders markant ausgeprägten Landschaftsformen und Nutzungsverteilungen zu erhalten;
- die für die Kuppenalb typischen Landschaftsformen zu bewahren und die charakteristischen landschaftsbildprägenden und ökologisch wertvollen Kulturlandschaftselemente wie Feldhecken, Feldgehölze, Steinriegel, Feldraine, Wacholderheiden, Magerrasen, Einzelbäume, Baumgruppen, Streuobstwiesen, Felsen, Erdaufschlüsse, Dolinen und Höhlen zu erhalten;
- unverbaute und landschaftsästhetisch ansprechende Landschaftsteile als lokal und regional bedeutsame Erholungsräume zu erhalten.